# Johann-Gottfried-Schnabel-Denkmal (Stolberg)
Das Johann-Gottfried-Schnabel-Denkmal in Stolberg im Harz zu Ehren von Johann Gottfried Schnabel wurde am 10. November 2024 eingeweiht.
Das Denkmal für den Schriftsteller, der mehrere Jahrzehnte lang in Stolberg lebte, schuf der Bildhauer Thomas Jastram. Es stellt den Autor des Werkes Insel Felsenburg als lebensgroße Bronzefigur mit einem Schiff auf der Schulter dar. Gestiftet wurde das Denkmal vom Förderverein Johann Gottfried Schnabel e. V.
Jastram schuf im Auftrag desselben Vereins im selben Jahr auch das Johann-Gottfried-Schnabel-Denkmal in Schnabels Geburtsort Sandersdorf.